# Dusona flavipennis
Dusona flavipennis är en stekelart som först beskrevs av Cresson 1874.  Dusona flavipennis ingår i släktet Dusona och familjen brokparasitsteklar. Inga underarter finns listade i Catalogue of Life.